# فابيو كوستا (ملحن)
فابيو كوستا هو موزع وملحن برازيلي، ولد في 1971.